# تشارلز سانت لامبرت
تشارلز سانت لامبرت (بالإسبانية: Carlos S. Lambert) هو شخصية أعمال تشيلي، ولد في 1793، وتوفي في 1876.